# بابون گینه‌ای
بابون گینه‌ای (به انگلیسی: Guinea baboon) یک نوع میمون دم‌کوتاه از خانواده میمون بر قدیم است. این گونه از میمون‌ها از سرده عنترها و در راسته نخستییان بوده و در قاره آفریقا و کشورهایی چون گینه، سنگال، گامبیا و موریتانی زیست می‌کند. محیط زندگی این جاندار بیشتر در جنگل‌های استوایی است.

## نگارخانه

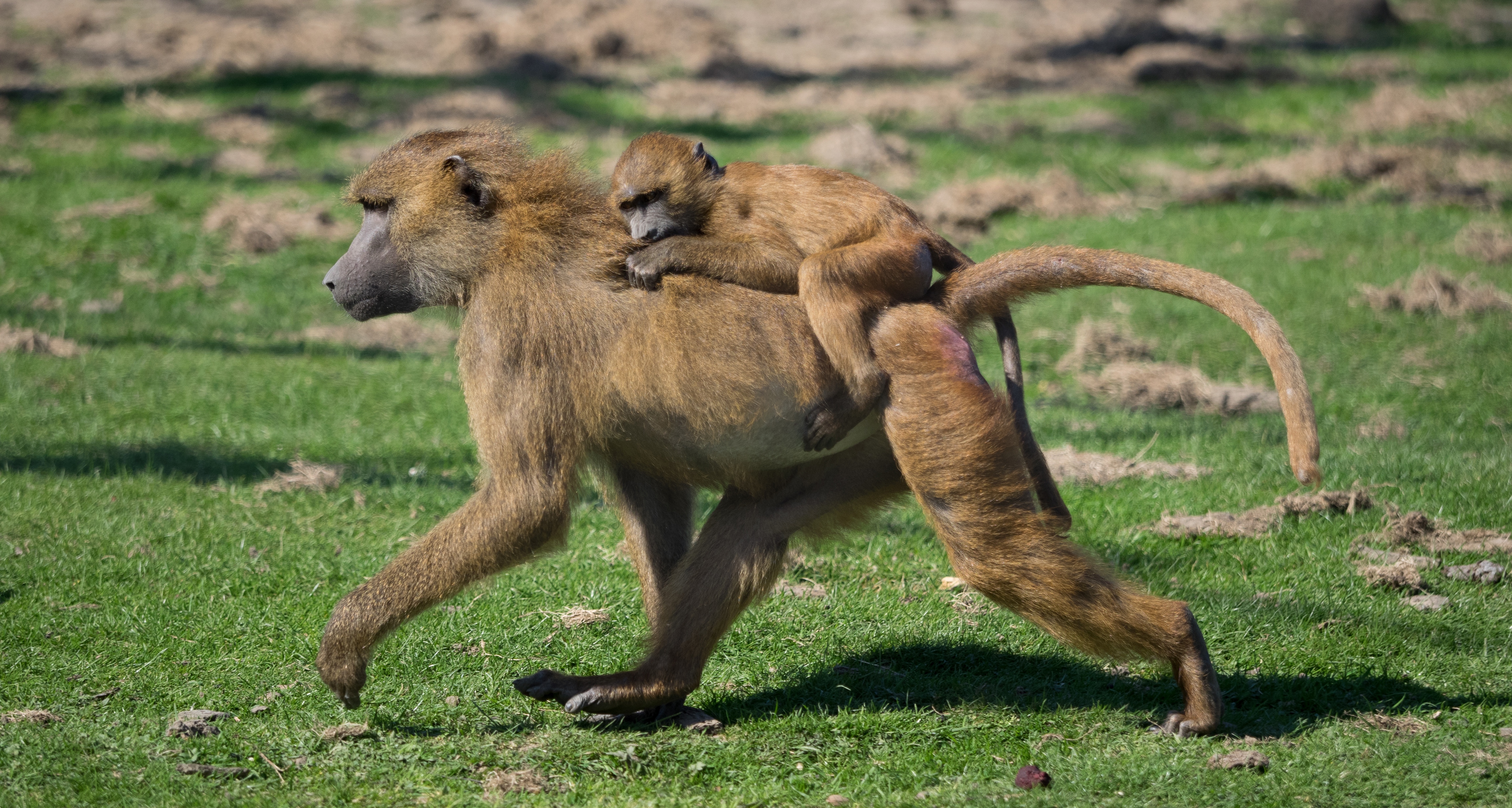
تصویری از بابون گینه‌ای ماده به همراه فرزند نوجوان خود، که بر پشتش سوار شده‌است، در پارک حیوانات وحشی پورت لیمپنه، انگلستان